# Cavite

Cavite

Cavite – filipińskie miasto na wyspie Luzon, nad Zatoką Manilską niedaleko Manili. W 2010 roku jego populacja liczyła 101 120 mieszkańców.

## Historia
Powstało w XIII wieku, założone przez Chińczyków jako baza morska i stacja handlowa. W latach 1571–1898 pod panowaniem hiszpańskim. W roku 1872 wybuch powstania antyhiszpańskiego. Do roku 1941 znajdowała się tutaj baza amerykańskiej marynarki wojennej i stacja paliwowa. W latach 1942–1945 pod okupacją Japonii. Baza amerykańska funkcjonowała do roku 1992.

## Gospodarka
W Cavite znajdują się stocznie remontowe, rafineria i baza wojskowa filipińskiej armii.